# Leicester Square
Leicester Square – plac w centralnym Londynie (Anglia), w dzielnicy teatrów West End. Położony jest kilkaset metrów od Trafalgar Square, Piccadilly Circus, Covent Garden i Cambridge Circus. Stanowi centrum rozrywki i jedną z głównych atrakcji turystycznych miasta.

## Historia

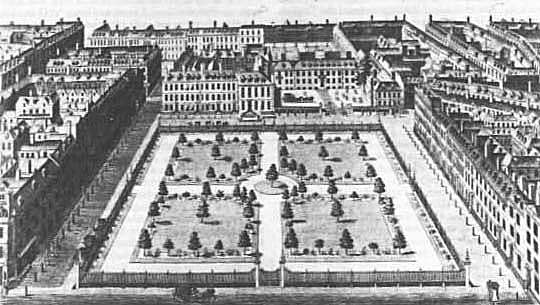
Leicester Square, 1750

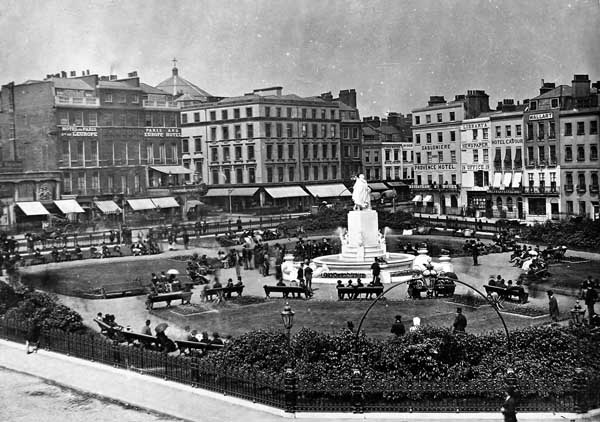
Leicester Square, 1880

Nazwa placu pochodzi od Roberta Sidneya, 2. hrabiego Leicester, który w 1630 roku zakupił cztery akry (1,6 hektara) w sąsiadującym St. Martin’s Field. Do 1965 roku zbudował w tym miejscu dom, który nosi nazwę „Leicester House”. Teren przed domem został następnie zamknięty, pozbawiając mieszkańców parafii prawa do korzystania z miejsca, które wcześniej było własnością wspólną. Parafianie zaapelowali do ówczesnego króla Karola I, który powołał specjalną komisję, która rozwikłała konflikt, nakazując hrabiemu udostępnienie terenu parafianom.
Plac został rozbudowany w latach 70. XVII wieku. Leicester House był w tym czasie rezydencją księcia Walii Fryderyka Hanowerskiego. Pod koniec XVIII wieku plac stał się popularnym miejscem rozrywek. W 1780 roku w Leicester House utworzono muzeum osobliwości przyrodniczych zwane „Holophusikon”. Budynek został rozebrany na przełomie lat 1791-1792.
W XIX wieku Leicester Square znany był jako centrum rozrywki, z wieloma wydarzeniami charakterystycznymi dla tej epoki, jak zbudowanie Wyld's Globe, gigantycznej makiety Ziemi z okazji Wielkiej Wystawy w 1851 roku. Wokół placu zbudowano kilka hoteli, dzięki czemu miejsce stało się popularne wśród odwiedzających Londyn turystów. W 1854 powstał ogromny teatr Alhambra, który stał się charakterystycznym dla tego miejsca obiektem. Od 1884 roku nosi nazwę „Empire”. Do dziś Leicester Square stanowi centrum rozrywki West Endu.

## Obiekty
Park

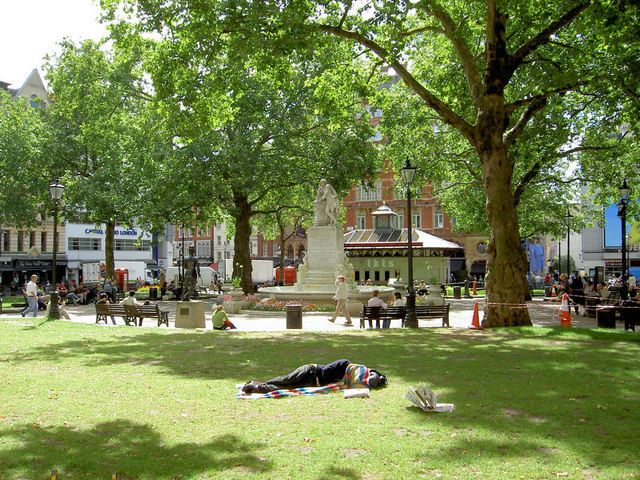
Park w centrum Leicester Square

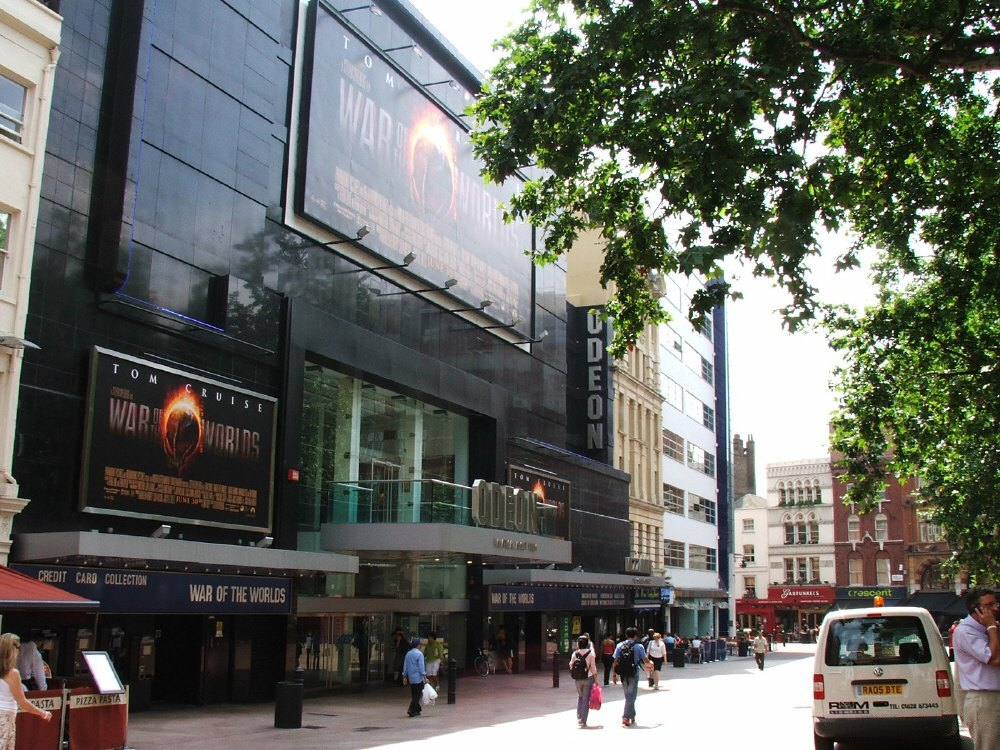
Odeon Leicester Square

Na środku Leicester Square mieści się mały park, w centrum którego znajduje się XIX-wieczny pomnik Williama Szekspira, otoczony rzeźbionymi delfinami. Statua zwieńcza fontannę, znajdującą się u jej podstawy. Przy każdej z czterech narożnych bram znajdują się popiersia znaczących brytyjskich osobistości, a wśród nich:
- Isaac Newton (naukowiec),
- Joshua Reynolds (pierwszy przewodniczący Royal Academy of Arts),
- John Hunter (pionier chirurgii),
- William Hogarth (malarz).

Najnowszym dodatkiem jest statua gwiazdy filmu i reżysera Charliego Chaplina. Na chodniku wypisane są odległości w milach do krajów byłego Imperium brytyjskiego.
Kina
Leicester Square jest również sercem londyńskiego świata filmu, odbyły się tam światowe premiery m.in. serii o Harrym Potterze, serii o Jamesie Bondzie, amerykańskiego filmu Avatar, Alicji w Krainie Czarów czy Shreka. Odbywa się tam również coroczny Festiwal Filmowy. Przy placu usytuowane są:
- Odeon Leicester Square - znajduje się we wschodniej części placu, kino posiadało pierwszy w Europie projektor cyfrowy (1999), ze względu na dużą pojemność (1683 widzów), jest miejscem większości premier i ważnych wydarzeń;
- Odeon Mezzanine - mniejsze kino z 5 salami audytoryjnymi o pojemności 50-60 widzów każda;
- Empire - w północnej części placu, drugie co do wielkości, największa z 9 sal może pomieścić 1330 widzów[9]
- Odeon West End - w południowej części placu, w dwóch salach może pomieścić łącznie 1000 widzów;

a także mniejsze kina: Vue Entertainment, Odeon Panton Street, Prince Charles Cinema i Cineworld.
Pozostałe
Poza dużą liczbą barów, pubów i restauracji, przy Leicester Square znajduje się również Leicester Square Theatre i siedziba Global Radio. Na placu odbywa się też jarmark każdej zimy, na ten czas wznoszona jest scena i odbywają się różnego rodzaju występy, związane z takimi wydarzeniami jak na przykład Chiński Nowy Rok.

## Modernizacja
W grudniu 2010 roku Leicester Square poddano modernizacji. Westminster Council zakłada poprawę wyglądu placu, będącego jedną z głównych atrakcji turystycznych, jako część przygotowań miasta do nadchodzących Letnich Igrzysk Olimpijskich w 2012 roku. Planowo prace mają zostać ukończone w kwietniu 2012 roku.